# 1439 км (зупинний пункт)
1439 кіломе́тр — пасажирський залізничний  зупинний пункт Кримської дирекції залізничних перевезень Придніпровської залізниці на електрифікованій лінії Джанкой — Севастополь між станціями Прольотна (5 км), Острякове (4 км) та Ярка (22 км). Розташований біля села Купріне Сімферопольського району АР Крим.

## Пасажирське сполучення
Через Платформу 1439 км прямують приміські поїзди за напрямком Сімферополь — Євпаторія / Джанкой — Солоне Озеро, проте не зупиняються.